# Stelis argentata
Stelis argentata är en orkidéart som beskrevs av John Lindley. Stelis argentata ingår i släktet Stelis och familjen orkidéer. Inga underarter finns listade i Catalogue of Life.

## Bildgalleri

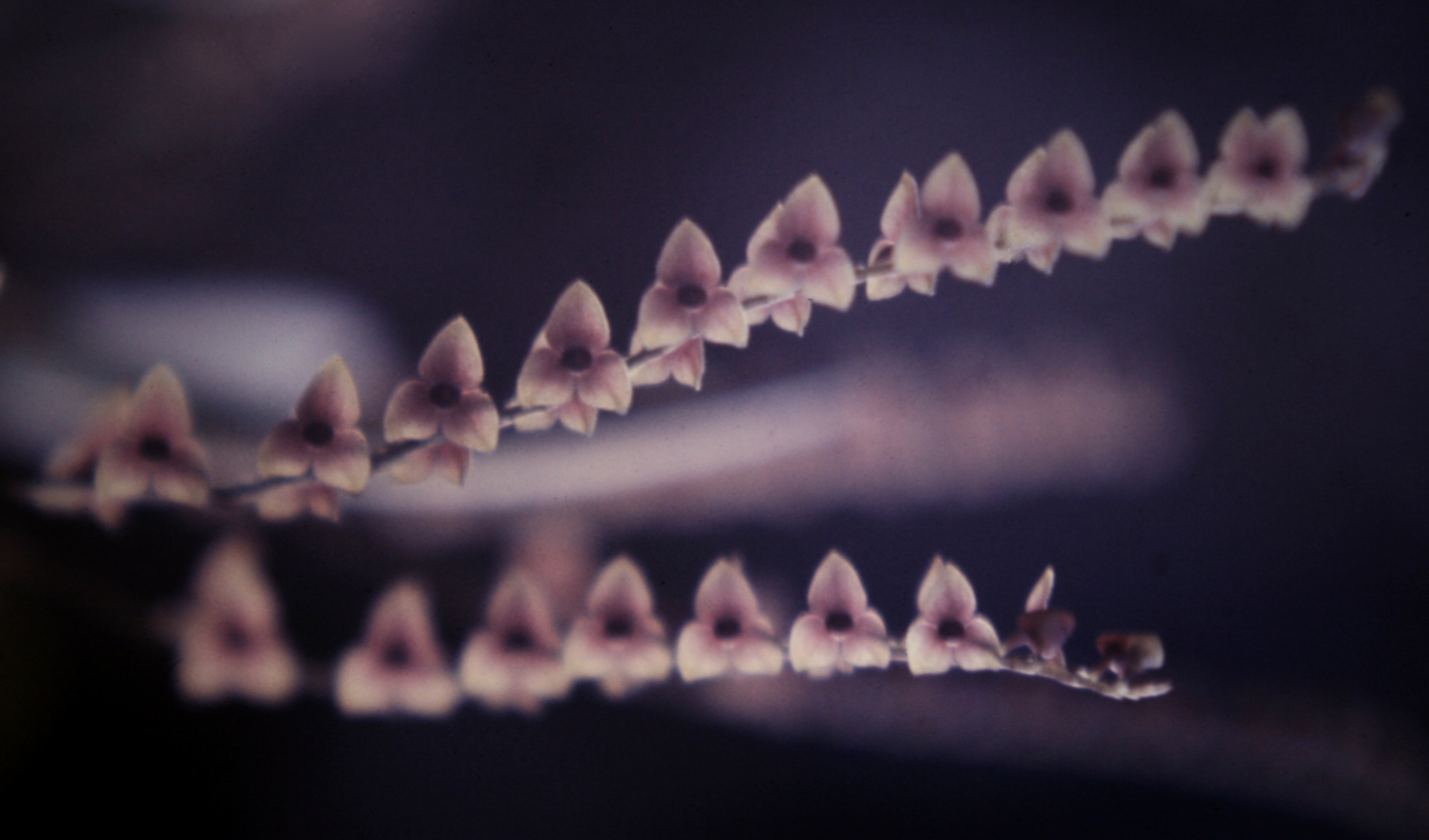
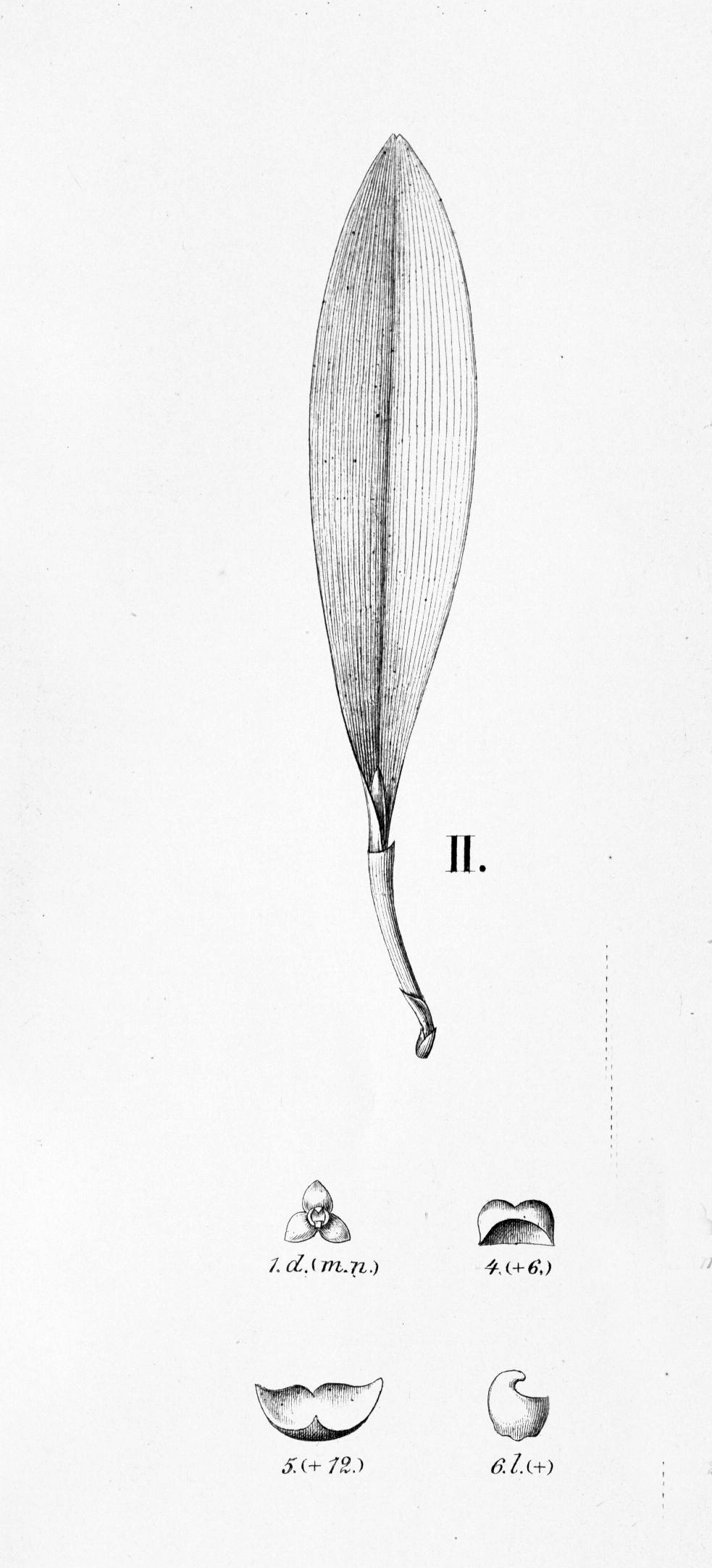
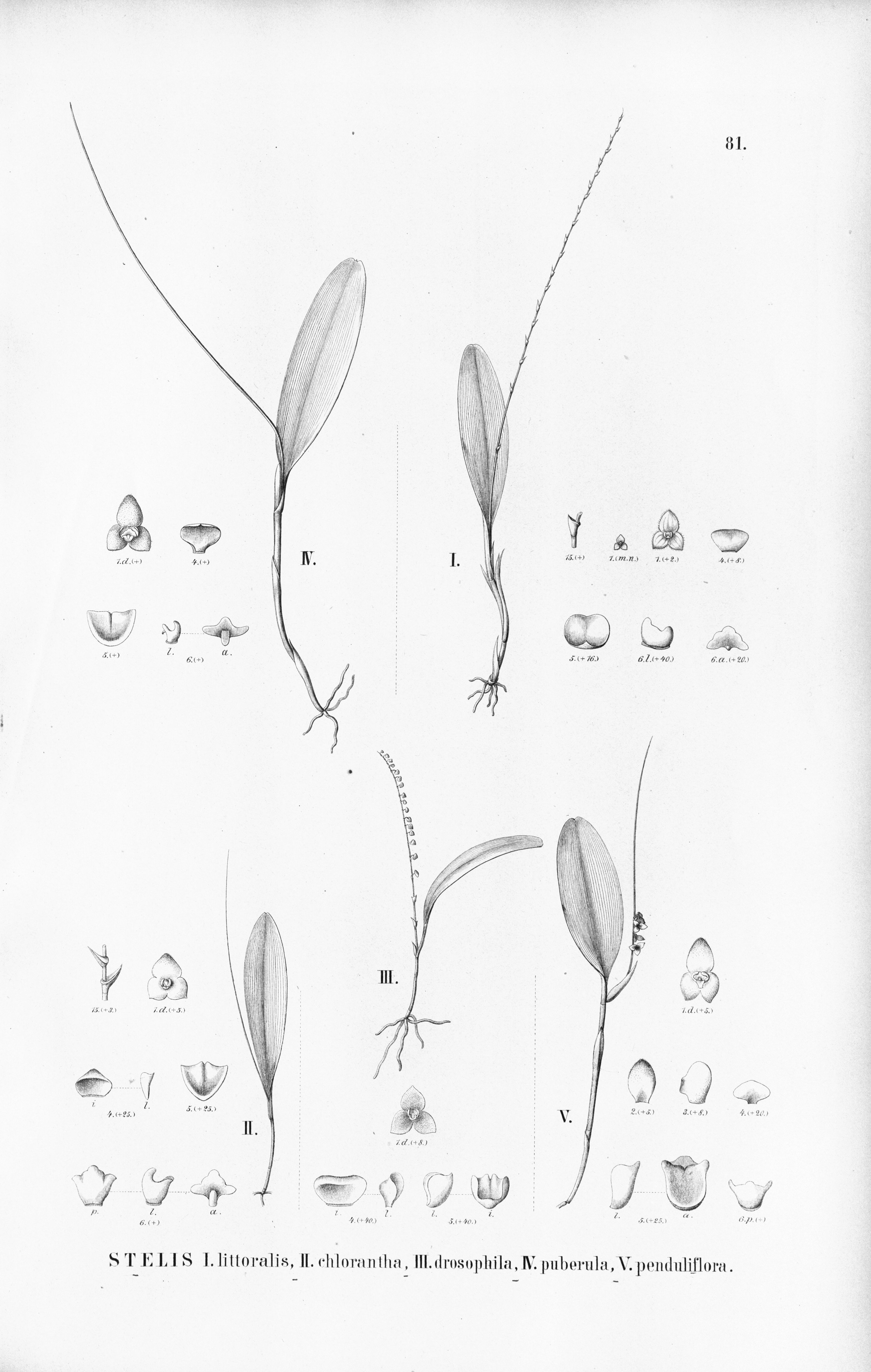
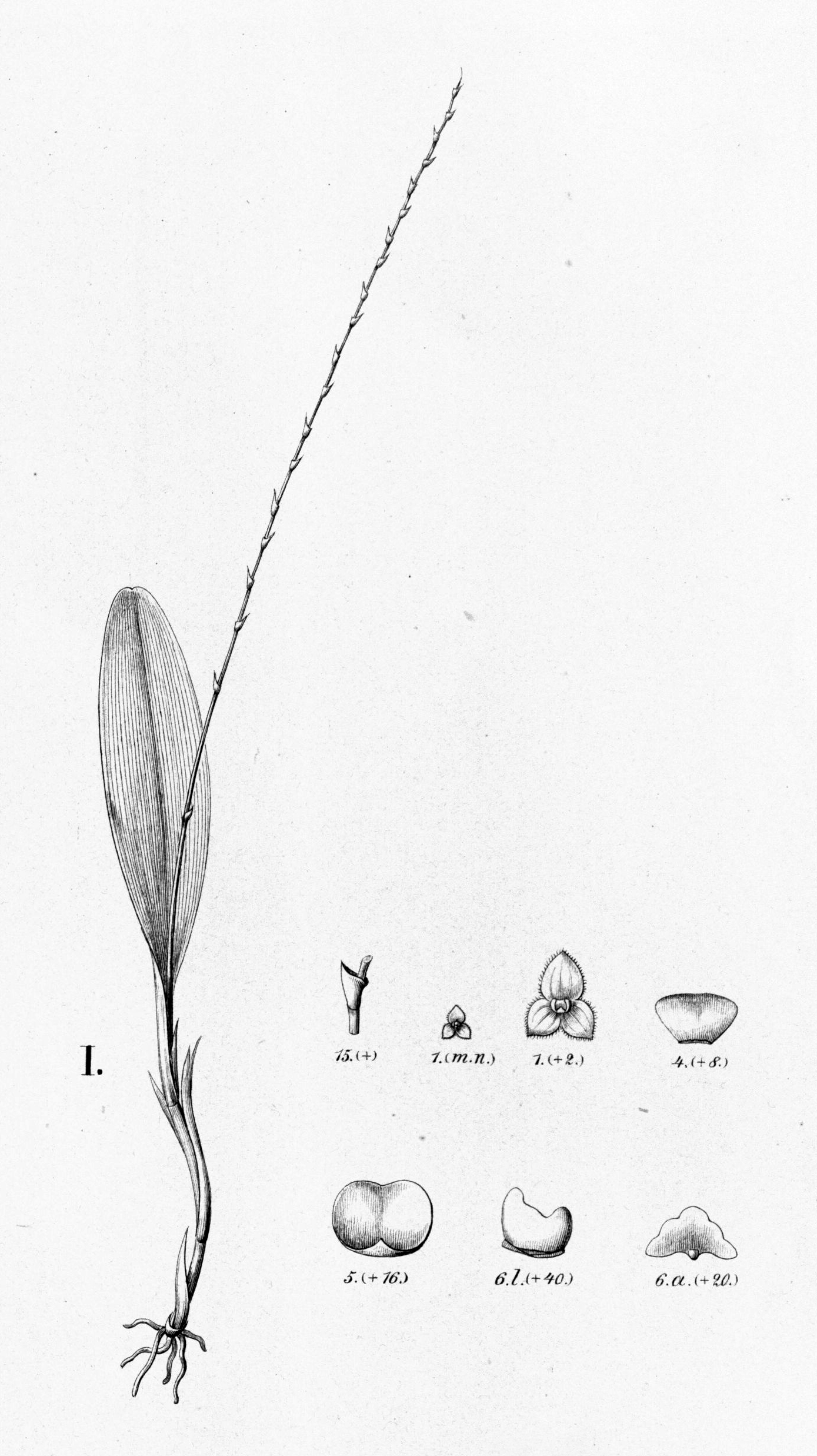
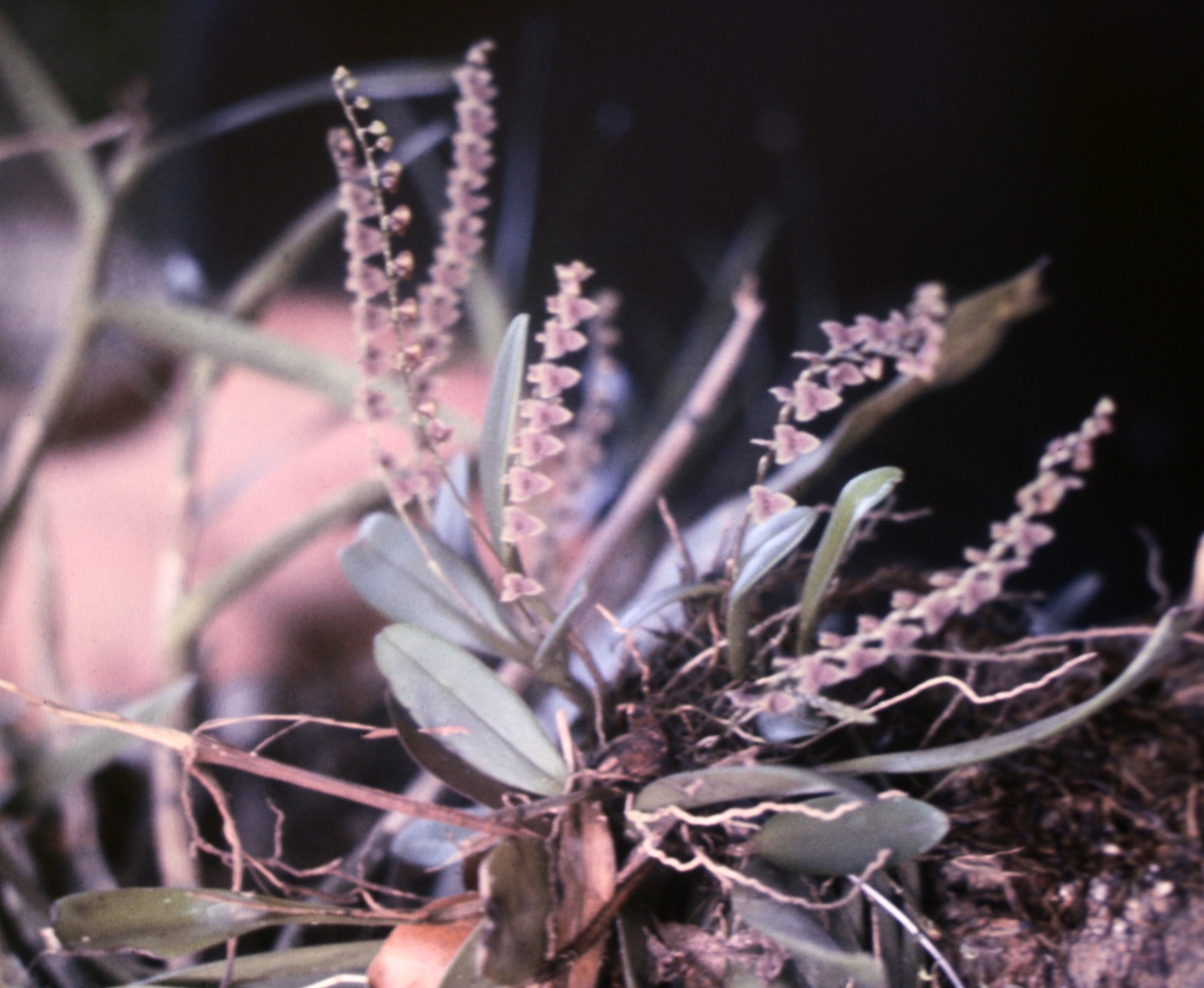
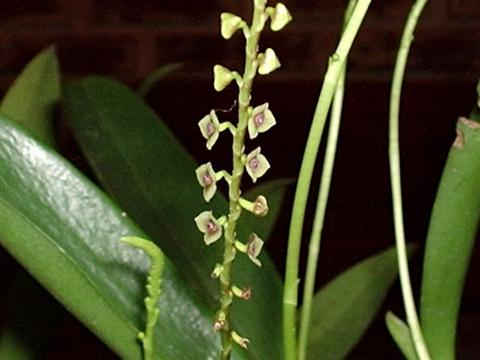